# Pieter Johannes Uijlenbroek
Pieter Johannes Uijlenbroek auch: Uylenbroek (* 25. November 1797 in Amsterdam; † 11. Dezember 1844 in Leiden) war ein niederländischer Astronom, Physiker und Mathematiker.

## Leben
Der Sohn des Buchhändlers und Dichters Pieter Johannes Uylenbroek (* 7. Dezember 1748 in Amsterdam; † 16. Dezember 1808 ebenda) und dessen zweiter Frau Cornelia Maria Janszen (* um 1760 in Amsterdam; † 31. Dezember 1801 ebenda) wurde nach dem Tod seiner Eltern am Institut für Sprachen, Künste und Wissenschaften des Admirals Jan Hendrik van Kinsbergen in Elburg aufgenommen. 1814 bezog er das Athenaeum Illustre Amsterdam, wo er sich anfänglich theologischen Studien bei Joannes Willmet (1750–1835) gewidmet hatte. Jean Henri van Swinden begeisterte ihn schließlich für naturwissenschaftliche Themen. 1818 bezog er die Universität Leiden, wo er sich 1820 durch die Beantwortung einer hydrostatischen Preisfrage einen Namen machte. Schließlich wurde er in Leiden am 13. Mai 1822 per königlichen Beschluss zum Lektor der Mathematik und Physik, mit dem Lehrauftrag für Astronomie berufen.
Nachdem er am 14. Juni 1822 sein Specimen Geographico-Historicum exhebens Dissertationem de Ibn Haakalo Geographo, nec non Descriptionem Iraeae Persicae, cum ex eo Scriptore tum ex aliis Mss. Arabicis Bibl. L.B. petitam (Leiden 1822) veröffentlicht hatte, ernannte man ihn zum Doktor der Philosophie und er trat am 2. November 1822 mit der Rede de Astronomiae conditione apud Arabes, aliasque medii aevi Gentes Orientales sein Lehramt an. 1826 wurde er außerordentlicher Professor der Mathematik und Physik, mit dem Lehrauftrag für Astronomie und Naturkunde ernannt, welches Amt er am 30. September 1826 mit der Rede de hodierni physices, astronomiaeque stadii praestantia übernahm. 1833 entstanden aus seiner Feder zwei Bände zu Christiaan Huygens mathematischen und philosophischen Manuskripten in der Leidener Universitätsbibliothek, welche unter dem Titel Christiani Hugenii aliorumque seculi XVII. virorum celebrium Exercitationes mathematicae et philosophicae ex Manuscriptis in Bibliotheca Academiae Lugduno-Batavae servatis edidit P.J.U. Hagae Comit. ex Typogr. Regia. erschienen. Am 7. September 1835 wurde er schließlich ordentlicher Professor der Mathematik und Physik, mit dem Lehrauftrag für Astronomie und Naturkunde, womit ihm auch die Leitung der Sternwarte Leiden übertragen wurde.
In seiner Eigenschaft als Leidener Hochschullehrer beteiligte er sich auch an den organisatorischen Aufgaben der Bildungseinrichtung. So war er 1837/38 Rektor der Alma Mater, welche Aufgabe er mit der Rede de Fratritus Christiano atque Constantino Hugenio, artis dioptricae cultoribus niederlegte. 1838 beteiligte er sich als Abgeordneter einer niederländischen Kommission in Paris mit, wo zum Beispiel das niederländische Pfund und die niederländische Elle vereinheitlicht wurden. Uijlenbroek war auch Mitglied einiger Gelehrtengesellschaften seiner Zeit. So wären hier seine am 19. Dezember 1829 erfolgte korrespondierende sowie seine am 20. Juli 1833 erfolgte ordentliche Mitgliedschaft am königlich niederländischen Instituts der Wissenschaften in Amsterdam zu nennen. Auch seine Mitgliedschaften in der holländischen Gesellschaft der Wissenschaften in Haarlem, der Utrechtschen provinziellen Gesellschaft der Wissenschaften und der Gesellschaft der niederländischen Literatur in Leiden. Zudem erhielt er die Auszeichnung eines Ritters des Ordens vom niederländischen Löwen.
Aus seiner 1823 geschlossenen Ehe mit Pauline Maria Sanderus (1797–1864), stammen drei Kinder. Man kennt von diesen Georg Uylenbroek (1825–1877), Paulina Maria Uylenbroek (* 19. April 1829) und den ältesten Sohn Paulus Uylenbroek.